# Bistum Dohuk
Das Bistum Dohuk ist ein mit der römisch-katholischen Kirche uniertes chaldäisch-katholisches Bistum mit Sitz in Dohuk in der durch die Autonome Region Kurdistan kontrollierten Nordirak.

## Geschichte
Das Bistum wurde 1785 gegründet und 2013 mit dem Bistum Zaku zum Bistum Zaku und Amadiyah vereinigt. Im Juni 2020 hob der chaldäische Patriarch Louis Raphaël I. Kardinal Sako die Vereinigung wieder auf und stellte das Bistum Amadiyah unter dem neuen Namen Bistum Dohuk als eigenständiges Bistum mit dem bisherigen Bischof Rabban al-Qas wieder her.

## Ordinarien
- Mathieu Simon (1791–1818)
- Basile Mansur Asmar (1824–1828)
- Joseph Audo (1833–1847), später Patriarch von Babylon
- Ebed-Jesu-Thomas Dircho oder Atanasio Tommaso Dosciù (1852–1859)
- Abdisho V. Khayat (1860–1863), später Erzbischof von Diarbekir (Amida)
- Matthieu-Paul Chammina (1874–1879)
- Giorgio Goga (1882–1892)
- Giuseppe Elis Khayatt (1893–1895), später Titularerzbischof von Nisibis dei Caldei
- Giovanni Sahhar (1895–1910)
- François David (1910–1939)
- Jean Kurio (1941–1946)
- Raphael Rabban (1947–1957), später Erzbischof von Kirkuk
- Raphael I. Bidawid (1957–1966), später Bischof von Beirut
- Curiacos Moussess (1967–1973)
- Hanna Kello (1973–2001)
- Rabban al-Qas (2001–2013; 2020–2021)
- Azad Sabri Shaba (seit 2021)